# Estación Aeronaval Ushuaia
La Estación Aeronaval Ushuaia (EAUS) es una estación aeronaval de la Armada Argentina en Ushuaia, provincia de Tierra del Fuego, Antártida e Islas del Atlántico Sur, con dependencia del Área Naval Austral.

## Historia
La Aviación Naval de la Armada Argentina comenzó a operar en terrenos llanos de Ushuaia a partir de 1933. En la década de 1940, construyó el Aeródromo de Punta Observatorio, que para 1949 había adquirido el nombre Estación Aeronaval Ushuaia. En 1970, se creó una nueva pista de aterrizaje, y se organizó la Base Aeronaval Ushuaia.

### Guerra de las Malvinas
La Base Aeronaval Ushuaia (BAUS) tuvo como misión proporcionar el apoyo logístico requerido en el Teatro de Operaciones del Atlántico Sur (TOAS). En la práctica, sirvió de complemento de la Base Aeronaval Río Grande (BARD) apoyando la dispersión de aeronaves para evitar sabotajes.
Fue entonces cuando medios aéreos de las FF. AA. operaron desde Ushuaia para participar de la misión de búsqueda y rescate de los náufragos del hundimiento del crucero ARA General Belgrano desde el 2 de mayo de 1982 en adelante, incluyendo aeronaves Lockheed L-188 Electra de la 1.ª Escuadrilla Aeronaval de Sostén Logístico Móvil.